# Mallappanahalli, Tumkur
Mallappanahalli là một làng thuộc tehsil Tumkur, huyện Tumkur, bang Karnataka, Ấn Độ.